# Aliança LGB
Aliança LGB (de l'original, en anglès: LGB Alliance o LGB Alliance UK) és una agrupació britànica de lesbianes, gais i bisexuals (d'aquí l'acrònim LGB) que afirma defensar les victòries assolides per a la gent LGB de les actuals pseudocientífques ideologies de gènere. L'agrupació neix arran de controvèrsies vinculades a la comunitat LGBTI com ara la negació del sexe biològic o l'acusació de J. K. Rowling i diverses personalitats de trànsfobes. La LGB Alliance ha estat sovint criticada i etiquetada, de fet, com a trans-exclusivista, contrària als drets de la gent trans o, fins i tot, grup d'odi.

## Història
El 22 d'octubre de 2019, al Regne Unit, es fa pública la creació de la LGB Alliance com a grup en defensa de la realitat de l'atracció pel mateix sexe, en negació o oposició a l'atracció basada en la identitat de gènere que hauria arrelat en la societat britànica a conseqüència de l'activisme trans. Des d'un primer moment, la seva existència ha sigut controvertida pel fet de distanciar-se explícitament de la comunitat i activisme pròpiament trans.

## Objectius i principis
Segons el seu lloc web, l'agrupació té els següents objectius:
1. Avançar en els interessos de lesbianes, gais i bisexuals ara que són sota amenaça d'intents coordinats d'introduir confusió entre el sexe biològic i la noció de gènere.
2. Amplificar les veus de les lesbianes i ressaltar la discriminació dual que pateixen com a dones atretes pel seu mateix sexe en una societat dominada pels homes. Donar suport als drets reproductius i l'autonomia corporal de les dones.
3. Protegir els nens i els joves de ser educats en doctrines de gènere acientífiques, particularment en la idea que hagin pogut néixer en el cos equivocat, la qual cosa pot portar a procediments mèdics potencialment perjudicials i per a tota la vida.
4. Promoure la llibertat d'expressió respectuosa i el diàleg informat.

De la mateixa manera, afirma tenir els següents principis: 
1. Som aquí per a fer saber a la gent LGB de totes les edats i rerefons que sempre defensarem el dret a viure com a persones atretes pel mateix sexe sense discriminació ni desavantatge.
2. Som aquí per a assegurar que les veus de lesbianes, gais i bisexuals són escoltades en totes les discussions públiques i polítiques que afecten les nostres vides.
3. Som al costat de les lesbianes en el rebuig a la pressió per a acceptar com a companys sexuals a mascles que s'autodefineixen com a dones segons el seu gènere.
4. Mantenim la definició d'homosexualitat com a orientació sexual cap a persones del mateix sexe; així com de bisexualitat com a orientació sexual cap a persones de qualsevol de tots dos.
5. Acceptem la realitat biològica dels dos sexes —mascles i femelles. El sexe no és "assignat". Per a la gran majoria de la gent, el sexe és determinat en la concepció, observat a l'úter o en el naixement i registrat. Rebutgem l'apropiació de condicions mèdiques poc freqüents que afecten el desenvolupament o la funció reproductiva (també conegudes com a intersexualitat o DSD) per tal de posar en dubte la realitat biològica del dimorfisme sexual, això és, dels dos sexes.
6. Afirmem que el gènere és una construcció social usada per a imposar estereotips, sovint, antiquats i perjudicials.
7. Ens oposem a l'ensenyament en escoles que tothom té una "identitat de gènere" innata. Això no és empíric, sinó una creença acientífica i no provada.

## Reacció

### Creació d'agrupacions LGB arreu del món
Mesos després de l'aparició pública de LGB Alliance, a mitjans del 2020, van començar a aparèixer agrupacions LGB a diversos països, inspirades o basades en la LGB Alliance. En són exemples:
- Regne de Noruega: LLH2019.
- Regne d'Espanya: Red LGB.
- Estats Units Mexicans: Alianza LGB México.
- República Federal del Brasil: Frente LGB Brasil.